# Ponerorchis curtipes
Ponerorchis curtipes är en orkidéart som först beskrevs av Jisaburo Ohwi, och fick sitt nu gällande namn av Julian Mark Hugh Shaw. Ponerorchis curtipes ingår i släktet Ponerorchis och familjen orkidéer. Inga underarter finns listade i Catalogue of Life.